# Scelolophia penthemaria
Scelolophia penthemaria là một loài bướm đêm trong họ Geometridae.